# جاد
جاد یا گاد (عبری: גד به معنی «اقبال نیک») پسر هفتم یعقوب از زلفا کنیز لیه بود. جاد هفت پسر داشت و هر یک قبیله‌ای از سبط جاد را بنیان نهادند. در هنگام خروج چهل و پنج هزار و ششصد و پنجاه نفر مرد و زن در این قبیله بوده‌اند. این قبیله در شرق اردن سکونت داشت ولی به سایر قبایل نیز در فتح کنعان کمک کردند. سرزمین قبیله جاد شامل قسمت جنوبی کوهستان جلعاد از دریاچه یبوق به حشبون و از ربت آمون در شرق به رودخانه اردن بوده است.